# SJ Da sorozat
Az SJ Da sorozat egy svéd 15 kV, 16,7 Hz-es váltakozó áramú, 1'C1 ' tengelyelrendezésű villamosmozdony-sorozat. Az SJ AB üzemeltette. 1952 és 1957 között gyártotta az ASEA. Összesen 93 db készült belőle. Selejtezése az 1980-as években kezdődött, majd az 1990-es évekre be is fejeződött. Egy egységet sikerült megőrizni a svéd vasúti múzeumban.